# Away from the World
 (avril 2017).
Si vous disposez d'ouvrages ou d'articles de référence ou si vous connaissez des sites web de qualité traitant du thème abordé ici, merci de compléter l'article en donnant les références utiles à sa vérifiabilité et en les liant à la section « Notes et références ».
Albums de Dave Matthews Band
Big Whiskey and the Groogrux King
(2009) Come Tomorrow
(2018)
Singles
1. Mercy
Sortie : 16 juillet 2012
2. If Only
Sortie : 11 septembre 2012

Away from the World est un album du groupe de folk rock américain Dave Matthews Band, paru le 11 septembre 2012.
Le clip du premier single de l'album, Mercy, a nécessité la collaboration de 14 334 fans du groupe[réf. nécessaire].
Avec un classement en 29e position, l'album est considéré, par le magazine Rolling Stone, comme l'un des « 50 meilleurs albums de 2012 ».

## Liste des titres
Toutes les chansons sont écrites et composées par Dave Matthews, sauf annotation.
| 1.    | Broken Things    | Matthews, John Alagía                                                         | 3:48 |
| 2.    | Belly Belly Nice | Matthews, Rashawn Ross                                                        | 3:53 |
| 3.    | Mercy            |                                                                               | 4:28 |
| 4.    | Gaucho           | Stefan Lessard, Matthews, Tim Reynolds, Ross                                  | 4:25 |
| 5.    | Sweet            |                                                                               | 4:12 |
| 6.    | The Riff         | Matthews, Ross                                                                | 5:35 |
| 7.    | Belly Full       | Matthews, Alagía                                                              | 1:43 |
| 8.    | If Only          |                                                                               | 5:38 |
| 9.    | Rooftop          |                                                                               | 4:12 |
| 10.   | Snow Outside     | Carter Beauford, Lessard, Matthews, Boyd Tinsley, Jeff Coffin, Reynolds, Ross | 6:11 |
| 11.   | Drunken Soldier  | Beauford, Lessard, Matthews, Tinsley, Coffin, Reynolds, Ross                  | 9:45 |
| 53:50 |                  |                                                                               |      |

| Titres bonus - Deluxe Edition, | Titres bonus - Deluxe Edition,             | Titres bonus - Deluxe Edition, | Titres bonus - Deluxe Edition, | Titres bonus - Deluxe Edition, | Titres bonus - Deluxe Edition, | Titres bonus - Deluxe Edition, | Titres bonus - Deluxe Edition, | Titres bonus - Deluxe Edition, | Titres bonus - Deluxe Edition, |
| No                             | Titre                                      | Durée                          |                                |                                |                                |                                |                                |                                |                                |
| ------------------------------ | ------------------------------------------ | ------------------------------ | ------------------------------ | ------------------------------ | ------------------------------ | ------------------------------ | ------------------------------ | ------------------------------ | ------------------------------ |
| 12.                            | Gaucho (Live à Hartsford, CT - 25/05/2012) | 4:50                           |                                |                                |                                |                                |                                |                                |                                |
| 13.                            | Mercy (Live à Bristow, VA - 16/06/2012)    | 8:53                           |                                |                                |                                |                                |                                |                                |                                |
| 14.                            | Sweet (Live à Cleveland, OH - 03/06/2012)  | 4:43                           |                                |                                |                                |                                |                                |                                |                                |
| 72:24                          |                                            |                                |                                |                                |                                |                                |                                |                                |                                |

### Super Deluxe Edition
Cette Super Deluxe Edition inclut le CD de la Deluxe Edition (11 titres originaux + 3 bonus live), un DVD de 10 titres live enregistrés lors du DMB 2012 Summer Tour et un disque audio bonus de 8 titres live.
| 1.  | Eh Hee (Live à Noblesville, IN - 22/06/2012)                          |  |
| 2.  | Don't Burn the Pig (Live à Mansfield, MA - 05/06/2012)                |  |
| 3.  | Say Goodbye (Live à Saratoga Springs, NY - 08/06/2012)                |  |
| 4.  | Lie in oUr Graves (Live à Saratoga Springs, NY - 08/06/2012)          |  |
| 5.  | What Would You Say (Live à Saratoga Springs, NY - 08/06/2012)         |  |
| 6.  | Stay or Leave (Live à Wantaugh, NY - 12/06/2012)                      |  |
| 7.  | Little Red Bird (Live à Hartford, CT - 26/05/2012)                    |  |
| 8.  | Blue Water> Best of What's Around (Live à East Troy, WI - 06/07/2012) |  |
| 9.  | Shotgun (Live à Hershey, PA - 29/06/2012)                             |  |
| 10. | Don't Drink The Water (Live à Noblesville, IN - 22/06/2012)           |  |

| 1. | Save Me (Toronto, Canada - 02/06/2012)             |  |
| 2. | You Never Know (Saratoga Springs, NY - 08/06/2012) |  |
| 3. | Jimi Thing (Atlanta, GA - 22/05/2012)              |  |
| 4. | Halloween (Mansfield, MA - 06/06/2012)             |  |
| 5. | Tripping Billies (Mansfield, MA - 06/06/2012)      |  |

Note
- Album CD bonus de 5 pistes gratuit avec tous les pré-commandes de la Super Deluxe Edition[13].

### Euro Trax
Le CD Euro Trax comtient 8 morceaux inédits en live, enregistrés à travers l'Europe.
| CD 2 : Euro Trax, Record Store Day 2013 exclusive (20 avril 2013) | CD 2 : Euro Trax, Record Store Day 2013 exclusive (20 avril 2013) | CD 2 : Euro Trax, Record Store Day 2013 exclusive (20 avril 2013) | CD 2 : Euro Trax, Record Store Day 2013 exclusive (20 avril 2013) | CD 2 : Euro Trax, Record Store Day 2013 exclusive (20 avril 2013) | CD 2 : Euro Trax, Record Store Day 2013 exclusive (20 avril 2013) | CD 2 : Euro Trax, Record Store Day 2013 exclusive (20 avril 2013) | CD 2 : Euro Trax, Record Store Day 2013 exclusive (20 avril 2013) | CD 2 : Euro Trax, Record Store Day 2013 exclusive (20 avril 2013) | CD 2 : Euro Trax, Record Store Day 2013 exclusive (20 avril 2013) |
| No                                                                | Titre                                                             | Durée                                                             |                                                                   |                                                                   |                                                                   |                                                                   |                                                                   |                                                                   |                                                                   |
| ----------------------------------------------------------------- | ----------------------------------------------------------------- | ----------------------------------------------------------------- | ----------------------------------------------------------------- | ----------------------------------------------------------------- | ----------------------------------------------------------------- | ----------------------------------------------------------------- | ----------------------------------------------------------------- | ----------------------------------------------------------------- | ----------------------------------------------------------------- |
| 1.                                                                | Pantala Naga Pampa / Rapunzel (Munich, DE - 20/02/2010)           | 7:34                                                              |                                                                   |                                                                   |                                                                   |                                                                   |                                                                   |                                                                   |                                                                   |
| 2.                                                                | You Might Die Trying (Brixton, UK - 25/06/2009)                   | 8:30                                                              |                                                                   |                                                                   |                                                                   |                                                                   |                                                                   |                                                                   |                                                                   |
| 3.                                                                | One Sweet World (Padua, IT - 2010-02-25)                          | 7:14                                                              |                                                                   |                                                                   |                                                                   |                                                                   |                                                                   |                                                                   |                                                                   |
| 4.                                                                | Still Water / Don't Drink the Water (Cologne, DE - 28/02/2010)    | 9:19                                                              |                                                                   |                                                                   |                                                                   |                                                                   |                                                                   |                                                                   |                                                                   |
| 5.                                                                | #41 (Berlin, DE - 17/02/2010)                                     | 17:09                                                             |                                                                   |                                                                   |                                                                   |                                                                   |                                                                   |                                                                   |                                                                   |
| 6.                                                                | Why I Am (Brixton, UK - 25/06/2009)                               | 4:33                                                              |                                                                   |                                                                   |                                                                   |                                                                   |                                                                   |                                                                   |                                                                   |
| 7.                                                                | Grey Street (Dublin, IE - 23/05/2007)                             | 4:51                                                              |                                                                   |                                                                   |                                                                   |                                                                   |                                                                   |                                                                   |                                                                   |
| 8.                                                                | Two Step (Glasgow, UK - 11/03/2010)                               | 17:19                                                             |                                                                   |                                                                   |                                                                   |                                                                   |                                                                   |                                                                   |                                                                   |
| 76:29                                                             |                                                                   |                                                                   |                                                                   |                                                                   |                                                                   |                                                                   |                                                                   |                                                                   |                                                                   |

Note
- Record Store Day 2013 exclusive, 2×CD : Édition standard + CD2 Euro Trax, Royaume-Uni (Bama Rags Records, 20/04/2013)

## Crédits

### Membres du groupe
- Dave Matthews : guitare, piano, voix
- Carter Beauford : batterie, percussions, chœurs
- Stefan Lessard : basse, piano Rhodes, claviers
- Boyd Tinsley : violon

### Invités
- Tim Reynolds : guitares acoustique et électrique
- Jeff Coffin : saxophones soprano, ténor et baryton, flûte et flûte alto
- Rashawn Ross : bugle, trompette, claviers, chœurs
- Roger Smith : orgue sur If Only
- Youth Co-op Choir : chœurs sur Gaucho

### Équipes technique et production
- Production : Steve Lillywhite
- Direction artistique, illustration : Dave Matthews
- Co-production, mixage, enregistrement (additionnel) : John Alagia
- Mixage : Michael H. Brauer, Floyd Reitsma, Steve Lillywhite
- Mastering : Ted Jensen
- Ingénierie : Floyd Reitsma
- Ingénierie  (Pro Tools) : Lars Fox
- Ingénierie (additionnelle et assistants) : Justin Armstrong, Ryan Gilligan, Steven Aguilar, Dan PIscina
- Coordination (assistants de production) : Bill Greer, Kara Gilfoil
- Coordination (projet) : Ann Kingston, Lindsay Brown, Matt Long
- Vidéaste : Joe Lawlor
- A&R : Bruce Flohr, David J. Wolter
- Design : Naomi Duckworth, Nick Davidge
- Photographie : Danny Clinch

## Certifications
| Pays              | Certification | Unités certifiées |
| ----------------- | ------------- | ----------------- |
| États-Unis (RIAA) | Or            | 500 000           |